# جلال الدين رحمت
جلال الدين رحمت يُعرف أيضًا باسم كانغ جلال، (29 أغسطس 1949 - 15 فبراير 2021) أكاديمي وسياسي إندونيسي من حزب النضال الديمقراطي الإندونيسي الذي أصبح عضوًا في مجلس نواب الشعب من عام 2014 حتى عام 2019.

## الحياة الأكاديمية
بعد تخرجه من جامعة ولاية أيوا عاد جلال الدين إلى إندونيسيا وكتب كتابًا بعنوان اتصالات علم النفس. قام بتصميم المناهج لأعضاء هيئة التدريس في جامعة بادجاران وألقى محاضرات حول مواضيع مختلفة، بما في ذلك النظام السياسي في إندونيسيا. كما ألقى محاضرات في جامعات ومعاهد أخرى مثل معهد باندونغ للتكنولوجيا ومعهد ولاية باندونغ الإسلامي. شارك جلال الدين في تأسيس جماعة أهل البيت الإندونيسية وهي منظمة شيعية في يوليو 2000.
في عام 2014 تم تسليم رحمت إلى الشرطة في ماكاسار من قبل المعهد الإسلامي للبحوث والتقييم لحصوله على درجة الدكتوراه والماجستير مزيفتين، لأنه لم يوافق على الدرجات العلمية من وزارة التربية والتعليم و الثقافة على الرغم من حقيقة أنها كانت مكتسبة من خارج إندونيسيا. ومع ذلك رفض المجلس الفخري لمجلس نواب الشعب القضايا.

## الحياة السياسية
كان جلال الدين عضوًا في حزب النضال الديمقراطي الإندونيسي. وفقًا لجلال الدين كان الحزب هو الحزب الوحيد الذي دافع عن الأقليات. ثم ترشح جلال الدين كمرشح عن الدائرة الانتخابية الثانية في جاوة الغربية في الانتخابات التشريعية الإندونيسية 2014. حصل جلال الدين على مقعد في مجلس نواب الشعب بأغلبية 56.402 صوتًا. تولى منصبه في 1 أكتوبر 2014.
شغل جلال الدين مقعدًا في اللجنة الثامنة للمجلس، التي تتولى شؤون الدين والشؤون الاجتماعية وتمكين المرأة. وأشار جلال الدين إلى أنه سيدافع عن الأقليات مثل المسلمين الشيعة والمسيحيين خلال فترة عمله في اللجنة.

## الوفاة
توفي جلال الدين رحمت بسبب كوفيد 19 في باندونغ في الساعة 15.45 في 15 فبراير 2021 عن عمر يناهز 71 عامًا. قبل وفاته عانى جلال الدين من أعراض السعال والحمى. ودفن جلال الدين في نفس اليوم في مقبرة رانكيكيك.

## الحياة الشخصية
كان جلال الدين رحمت مسلمًا شيعيًا. كان جلال الدين متزوجًا من أويس سنارتي. توفيت أويس في 11 فبراير 2021 قبل أربعة أيام من وفاة جلال الدين.